# Устьянка (Свердловская область)
Устьянка — деревня в Пышминском городском округе Свердловской области России.

## Географическое положение
Устьянка расположена в 10 километрах (по дорогам в 11 километрах) к северо-западу от посёлка Пышма, на левом берегу реки Юрмач (левого притока реки Пышмы), в устье реки Катарач. Деревни и сёла на Юрмаче в данной местности тянутся цепью, почти сразу друг за другом. Выше Устьянки на реке расположены село Юрмытское, деревни Заречная, Фролы, Юдина и село Печёркино. Ниже Устьянки раскинулись село Трифоново и деревня Медведева.

## Население
| 2002 | 2010 | 2021 |
| ---- | ---- | ---- |
| 94   | ↘67  | ↘64  |